# 杨兴业
杨兴业（1914年—？），男，江苏无锡人，中国兽医学家，曾任农业部成都药械厂高级兽医师，第三届全国人大代表，第五、六届全国政协委员。